# فضيحة حوافز الحرارة المتجددة
فضيحة حوافز الحرارة المتجددة وتُعرف أيضًا بفضيحة كاش فور آش (نقد مقابل رماد)، هي فضيحة سياسية في أيرلندا الشمالية تركز على خطة تحفيزية فاشلة للطاقة المتجددة (حرق الكريات الخشبية) التي كادت أن تكلف الخزانة العامة حوالي 500 مليون جنيه إسترليني. أشرفت أرلين فوستر من الحزب الديمقراطي الاتحادي على الخطة التي بدأت في عام 2012، وكانت آنذاك وزيرة للمشاريع والتجارة والاستثمار. فشلت فوستر في إدخال ضوابط مناسبة للتكلفة، ما سمح بخروج الخطة عن نطاق السيطرة. نُفذت الخطة من خلال دفع المتقدمين لاستخدام الطاقة المتجددة، لكن السعر المدفوع كان أكبر من تكلفة الوقود، لذا جنى العديد من المتقدمين أرباحًا ببساطة عن طريق تدفئة ممتلكاتهم.
ظهرت الفضيحة السياسية لأول مرة في نوفمبر 2016، عندما أصبحت فوستر الوزيرة الأولى لأيرلندا الشمالية. رفضت فوستر الاستقالة أو التنحي جانبًا أثناء أي تحقيق، متحججة بأن ذلك سيشير إلى اعتراف ببعض الذنب في هذه المسألة.
تسببت هذه القضية في نهاية المطاف في استقالة مارتن ماكغينيس من شين فين احتجاجًا على توليها منصب نائب الوزير الأول لإيرلندا الشمالية في يناير 2017 بعد عشر سنوات في المنصب، مشيرًا إلى رفض فوستر التنحي عن دورها أثناء إجراء التحقيق، من بين أمور أخرى. أدت استقالة ماكغينيس من حكومة تقاسم السلطة إلى عزل فوستر من منصبها كوزيرة أولى، ما أدى بدوره إلى انهيار المكتب التنفيذي لأيرلندا الشمالية للسنوات الثلاث التالية.
رفض حزب شين فين في 16 يناير 2017 إعادة تسمية نائب الوزير الأول احتجاجًا على ما وصفوه «بالغطرسة وعدم احترام الحزب الديمقراطي الاتحادي» ما أدى إلى إجراء انتخابات مبكرة. انهارت السلطة التنفيذية لأيرلندا الشمالية وحُل مجلس أيرلندا الشمالية في 26 يناير 2017.
عقدت انتخابات مجلس أيرلندا الشمالية لعام 2017 في 2 مارس، لكنها لم تؤد إلى تشكيل هيئة تنفيذية جديدة. اجتمع الطرفان مرة أخرى على أساس العقد الجديد في 11 يناير 2020، بعد تعليقه لما يقرب من ثلاث سنوات، وعُقدت اتفاقية النهج الجديد التي اقترحتها الحكومتان الأيرلندية والمملكة المتحدة. بدأ التحقيق في القضية في 1 فبراير 2017 وأُصدر التقرير في 13 مارس 2020.

## خلفية

### سياسات أيرلندا الشمالية
كان لأيرلندا الشمالية حكومة مفوضة داخل المملكة المتحدة منذ عام 1998. شكل مجلس أيرلندا الشمالية والسلطة التنفيذية لأيرلندا الشمالية معًا الفرعين التشريعي والتنفيذي لحكومة أيرلندا الشمالية. يتوجب على أعضاء الجمعية التشريعية التعريف بأنفسهم بتعريفات محددة: «الوحدويون» أو «القوميون» أو «آخرون». يجوز لثلاثين عضوًا تقديم «التماس القلق» إلى رئيس المجلس بشأن أي اقتراح أو تشريع مقترح بموجب أحكام قانون أيرلندا الشمالية لعام 1998، ما يجعله خاضعًا للموافقة عليه من خلال تصويت المجتمع. تتطلب الاقتراحات التي تخضع للتصويت عبر المجتمع، إما عن طريق الأوامر الدائمة أو عن طريق التماس يثير القلق، دعمًا من كل من غالبية النقابيين وأغلبية القوميين.

يقود السلطة التنفيذية لأيرلندا الشمالية بشكل مشترك وزير أول ونائب أول وزير يرشحانهما أكبر الأحزاب في كل من التعيينين، وكان هذان الحزبان في عام 2016 هما الحزب الديمقراطي الاتحادي وشين فين. يعدّ مكتب الوزير الأول ونائب الوزير الأول مكتبًا مشتركًا بموجب قانون أيرلندا الشمالية، لذا فإن استقالة أي منهما تؤدي إلى إخلاء المكتب بأكمله. إذا تعذر شغل المنصب بعد فترة سبعة أيام، يُحلّ المجلس بأكمله وتُجرى انتخابات مجلس جديد.

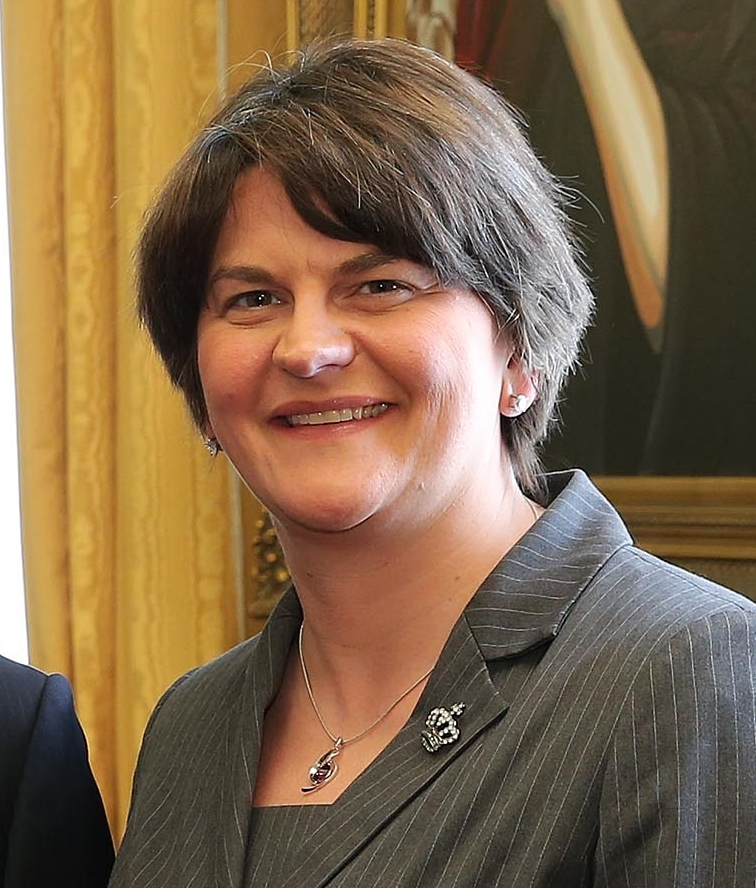
أرلين فوستر وضعت الخطة في دورها كوزيرة للمشاريع والتجارة والاستثمار

### خلفية تاريخية
وضعت وزارة المشاريع والتجارة والاستثمار آنذاك مخطط حوافز الحرارة المتجددة في أيرلندا الشمالية في عام 2012، وأشرفت عليه وزيرة المشاريع والتجارة والاستثمار أرلين فوستر. هدف المخطط إلى أن تبدأ الشركات والممتلكات غير المحلية في استخدام مصادر التدفئة المتجددة مثل الكريات الخشبية من خلال تقديم إعانات سخية لهم.
حددت السلطة التنفيذية أهدافًا للطاقة المتجددة في برنامج أيرلندا الشمالية الحكومي، وكان الأمل في أن 4% من الحرارة ستتولد من مصادر متجددة في عام 2015، ليصبح 10% في عام 2020. قدم مخطط حوافز الحرارة المتجددة حوافز حتى يتحول المستخدمون غير المحليون والشركات إلى الطاقة المتجددة، والتي تشمل مراجل الكتلة الحيوية والمضخات الشمسية والمضخات الحرارية.
حصل المخطط على الموافقة من قبل الوزراء التنفيذيين لتحقيق هدف البرنامج الحكومي. وضع للمخطط ميزانية قدرها 25 مليون جنيه إسترليني للفترة 2011-2015. عرض المخطط تغطية تكلفة الوقود والمراجل وترك هامش حوالي 12%. دفع المخطط بشكل فعال الناس لتدفئة الممتلكات، طالما أنهم يستخدمون الطاقة المتجددة للقيام بذلك. شجع الافتقار إلى ضوابط التكلفة المتقدمين على الاستفادة من استخدام الطاقة الزائدة.
حدث نقص في الإنفاق بمقدار 15 مليون جنيه إسترليني في الفترة بين 2014-2015 إذ كان هناك نقص في الاستيعاب. زادت الطلبات «بشكل ملحوظ» اعتبارًا من أبريل 2015، واستُلم 984 طلبًا بين سبتمبر 2015-نوفمبر 2015 بعد أن أعلن المسؤولون عن تغييرات في المخطط، قبل التغييرات المعلنة التي كان من المقرر إجراؤها.
أُغلق المخطط في فبراير 2016 من قبل جوناثان بيل، خلف فوستر كوزير لوزارة المشاريع والتجارة والاستثمار. صرح أنه أُغلق «في ضوء المخاطر المالية الكبيرة على المنحة الإجمالية لأيرلندا الشمالية للسنوات العشرين القادمة».

#### الاحتيال
أثيرت مخاوف من الاحتيال في البداية في عام 2013 ومرة أخرى في عام 2014، عندما اتصل كاشفو الفساد بفوستر لإثارة مخاوف بشأن المخطط. أفاد كاشفو الفساد بشأن المخالفات لكون المخطط كان «معيبًا» وبشأن «تجاهل» مخاوف موظفي الخدمة المدنية بعد أن أبلغوا عن إساءة استخدام المخطط، إذ استفاد أصحاب العقارات من المخطط عن طريق تدفئة خصائص لم تكن مدفأة في السابق. يُزعم أن الفريق المؤلف من عشرة مسؤولين، حقق في ادعاءات كاشفي الفساد عن المخالفات و «لم يصدقوا المخبرين» ولم تُبلغ فوستر بذلك.
كتب كاشف فساد آخر رسالة في يناير 2016 لإخبار فوستر، التي كانت حينها وزيرةً أولى، عن سقيفة مزرعة «فارغة تُدفّئ للحصول على الدعم». لم يأخذ المخطط في الاعتبار أن الخصائص التي لم تجري تدفئتها من قبل يمكن بعدها تدفئتها من أجل الربح.
أدى الافتقار إلى التحكم في التكلفة إلى التزام المدير التنفيذي لأيرلندا الشمالية برقم 490 مليون جنيه إسترليني للمخطط على مدى 20 عامًا، بناءً على تقرير مكتب التدقيق في أيرلندا الشمالية 2015/2016. اتصلت وزارة الخزانة في المملكة المتحدة بالسلطة التنفيذية في ضوء الفاتورة الضخمة وقالت إن السلطة التنفيذية ستضطر إلى إيجاد الأموال اللازمة لها.
افتُرض توزيع الإنفاق المتوقع البالغ 490 مليون جنيه إسترليني على مدى 20 عامًا، إذ وقع المشاركون في المخطط عقودًا مع وزارة المشاريع والتجارة والاستثمار، وكان من المقرر أن تستمر مدفوعاتهم لمدة 20 عامًا. عندما انتشرت أخبار المخطط الفاشل لأول مرة، اعتُقد أساسًا أن التكلفة الإجمالية للميزانية ستكون 400 مليون جنيه إسترليني، ولكنها عُدلت لاحقًا لتصبح 490 مليون جنيه إسترليني. تتلقى أيرلندا الشمالية دفعات كل عام من وزارة الخزانة في المملكة المتحدة، وسيتعين تعديل الدفعة المجمدة كنتيجة للأموال الملتزمة بالمخطط.
تركت أرلين فوستر وزارة المشاريع والتجارة والاستثمار ليصبح جوناثان بيل خلفًا لها في هذا المنصب، وأصبحت وزيرة للمالية. صرح بيل في برنامج ذا نولان شو في راديو أولستر في بي بي سي بعد انتشار أخبار القضية، أن المستشارين الخاصين للحزب الديمقراطي الاتحادي وفوستر «تدخلوا» لمنع إغلاق المخطط. زعم أيضًا أن فوستر حاولت «تطهير السجلات» بإخفاء تورطها في تأخير إغلاق المخطط. في الفترة التي قال إنه حاول فيها إغلاق المخطط بالإغلاق الفعلي للمخطط، لوحظ ارتفاع في عدد الطلبات ما أدى إلى تخصيص المزيد من الأموال للمخطط. عُلقت عضوية بيل من الحزب الديمقراطي الاتحادي بعد المقابلة.